# Geschichte Sierra Leones
Die Geschichte Sierra Leones ist die Geschichte des modernen Staates Sierra Leone und seiner kolonialen Vorläufer, also der britischen Kronkolonie und des Protektorats, aus denen dieser Staat entstanden ist sowie die vorkoloniale Geschichte der dort lebenden Völker. Da die Keimzelle Sierra Leones eine Kolonie befreiter Sklaven aus drei Kontinenten war, spielt auch die Geschichte der Sklaverei und ihrer Abschaffung eine entscheidende Rolle in der Geschichte des Landes.

## Frühe Besiedelungsgeschichte des Gebietes von Sierra Leone
Um 1000 n. Chr. war das spätere Staatsgebiet von Sierra Leone von den Vorfahren der heutigen Bullom bzw. Sherbro, den Limba und Loko besiedelt. Die größte heutige Ethnie Sierra Leones, die Temne, wanderten im 14. Jahrhundert hier ein. Im 15. Jahrhundert folgten die Mani, im 17. Jahrhundert schließlich die Mende und die Sussu.
Sierra Leone war damals wie heute überwiegend von Regenwald bedeckt. Es lag abseits der großen Handelsrouten, die bereits vor der Ankunft der Europäer durch Westafrika verliefen.

## Traditionelle Machtstrukturen: Der Poro-Bund
Im Gegensatz zu der weiter nördlich gelegenen Sahelregion bestanden im Gebiet des heutigen Sierra Leone keine Großreiche. Parallel zu bestehenden staatlichen oder protostaatlichen Strukturen gab es hier aber über Jahrhunderte hinweg verschiedene religiös-politische Vereinigungen, die Macht über das Leben der Menschen in ebenso großem Maße ausübten, wie anderswo Könige und Häuptlinge. Die mächtigste dieser Vereinigungen war der Poro-Bund. Diesem Bund traten (außerhalb der islamischen Gebiete) sämtliche angesehenen erwachsenen Männer nach einer Phase der Unterrichtung in die Gesetze des Bundes und des Gemeinschaftslebens bei. Prinzipiell demokratisch strukturiert, wurden die höchsten Ränge des Bundes von wohlhabenden Männern und Häuptlingen eingenommen. Die Macht des Bundes erstreckte sich auf das Alltagsleben, aber auch auf politische und militärische Entscheidungen und die Kontrolle des Handels. Umstritten ist, wieweit der Bund auch ethnische Grenzen überschritt. Sicher ist, dass sofern staatliche Gebilde ethnische Grenzen überschritten, es auch der jeweilige Poro-Bund tat. Die Existenz dieses Bundes ist bei allen folgenden Ausführungen zur Geschichte insbesondere des Inlandes zu beachten, auch wenn seine Macht erst 1898 im so genannten Mende-Temne-Krieg gegen die Kreolen in einer Art deutlich wurde, der den Bund als treibende Kraft in die Geschichtsbücher brachte.

## Kontakte mit den Europäern und Einwanderungswellen aus dem Norden: 1440–1787
1440 erreichte der erste Europäer, der portugiesische Seefahrer Gil Eanes die Küste Sierra Leones. 1462 benannte der Portugiese Pedro da Cintra die Gegend „Serra Lyoa“, also „Löwenberge“, woraus in der spanischen Variante „Sierra Leone“ später der Name des heutigen Staates entstand. Es gibt unterschiedliche Hypothesen, wie er auf diese Bezeichnung gekommen ist. Löwen dürfte er dort wohl nicht gesehen haben. Nach einer Variante hat er in einem „derart wilden Land“ einfach Löwen vermutet, eine andere Variante besagt, dass die Form der Berge, die er dort sah ihn zu diesem Namen inspiriert haben. Die Portugiesen bemühten sich um die Bekehrung der Einheimischen zum Christentum, 1459 bereits schickten sie einen Priester an diese Küste, der hier wahrscheinlich die erste katholische Kirche Westafrikas südlich der Sahara errichtete. Im 16. und 17. Jahrhundert konkurrierten die portugiesischen Händler hier mit französischen, niederländischen, spanischen und britischen Händlern und Seeräubern verschiedener Nationen.

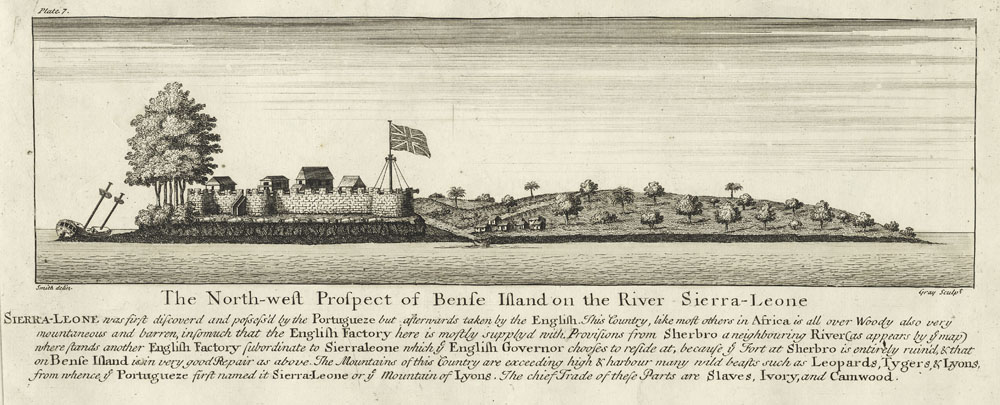
Fort Bunce in historischer Darstellung

Seit 1562 der englische Sklavenhändler John Hawkins die ersten Sklaven von den einheimischen Temne erwarb, dominierten die Engländer, ab 1672 die British Royal African Company den Sklavenhandel an dieser Küste. Die Company errichtete befestigte Stützpunkte bzw. Faktoreien auf den küstennahen Inseln Bunce und Sherbro, das wichtigste Fort war das 1640 auf der Insel Bunce Island gegründete Fort Bunce, wichtigstes Handelsgut waren Sklaven.
Gleichzeitig wanderten große Gruppen von Temne, Mani, Mende und Sussu in das Gebiet ein. Diese Wanderungsbewegungen verstärkten sich Anfang des 18. Jahrhunderts, als sich im nördlich gelegenen Gebiet des heutigen Guinea eine kriegerische und missionarische Form des Islam ausbreitete und das Reich Fouta Djallon entstand. Der Norden Sierra Leones wurde zunehmend islamisiert, während die missionarischen Bemühungen der Europäer an der Küste nur geringe Erfolge zeitigten.
1728 wurde Fort Bunce durch Jose Lopez da Moura, einen afroportugiesischen Sklavenhändler, überfallen und eingenommen. Bis Mitte der 1740er Jahre blieb die Insel verlassen.

## „Province of Freedom“: 1787 bis 1789

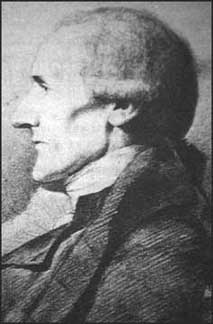
Granville Sharp

1786 hatten Granville Sharp und andere Abolitionisten in England eine Gesellschaft zur Abschaffung der Sklaverei gegründet und den Plan entwickelt, befreite Sklaven in einem afrikanischen Land anzusiedeln. Dass gerade die Küste Sierra Leones von den Sklavereigegnern zu dieser „Provinz der Freiheit“ auserwählt wurde, war das Ergebnis der Erzählungen eines englischen Insektenforschers namens Henry Smeathman. Smeathman hatte einige Jahre Ameisen an dieser Küste studiert und schilderte sie nun als überaus angenehmen Landstrich. Zur Ansiedlung auserwählt waren die aufgrund des so genannten Somersetprozesses 1772 frei gelassenen Sklaven auf der britischen Insel. In diesem Prozess war dem damaligen Sklaven James Somerset bestätigt worden, dass die Sklaverei in England auf keiner legalen Grundlage beruhte. Sämtliche Sklaven Englands mussten daraufhin freigelassen werden – im Gegensatz zu den Sklaven in den britischen Kolonien, an deren Los sich nichts änderte. Im Ergebnis des Somersetprozesses lebten Ende des 18. Jahrhunderts 5000 bis 7000 Schwarze als freie Menschen, aber unter häufig elenden Umständen in England. Das britische Schatzamt erklärte sich bereit, die Kosten des Transportes der ehemaligen Sklaven von England nach Sierra Leone zu übernehmen. Der Andrang für dieses Unternehmen hielt sich in Grenzen, aber 1786 hatten 600 Schwarze eingewilligt, den Weg nach Sierra Leone anzutreten.
Am 10. Mai 1787 erreichten 380 freie englische Schwarze die Mündung des Sierra Leone River. Die Engländer erwarben von einem lokalen Herrscher („King Tom“) ein Stück Land zur Besiedlung und nannten den Ort Granville Town. Nach Ansicht der Engländer hatten sie damit dieses Land gekauft, die Afrikaner sahen in dem Abkommen allerdings eher eine Art Pachtvertrag. Die Gegend erwies sich als bei weitem nicht so einladend, wie von Henry Smeathman geschildert, die meisten Neuankömmlinge verstanden zudem nichts von tropischer Landwirtschaft und tropische Krankheiten forderten viele Opfer. Etliche Siedler verschwanden als Sklaven in dem nahe gelegenen Zentrum des Sklavenhandels auf der Insel Bunce. 1789 kam es zudem zum Konflikt mit dem Nachfolger von „King Tom“. Das britische Schiff Pomona unter dem Captain Henry Savage griff in diesen Konflikt ein, der mit der Zerstörung von „Granville Town“ und dem Abzug der letzten Siedler an Bord der Pomona endete.

## „Sierra Leone Company“: 1791 bis 1808
Die Idee einer Kolonie für freigelassene Sklaven in Sierra Leone überlebte diesen Rückschlag. 1791 wurde die Sierra Leone Company zwecks Gründung einer Kolonie ehemaliger Sklaven in Sierra Leone gegründet. Die Gesellschaft war vor Ort personell nur schlecht ausgestattet. Zwischen 1796 und 1802 waren nie mehr als 28 britische Verwaltungsbeamte in Freetown, neben dem Gouverneur und zwei Ratsmitgliedern auch Apotheker, Wundärzte, Ladenbesitzer, Lehrer und Geistliche. Malaria und Gelbfieber waren endemisch. Die Napoleonischen Kriege unterbrachen Nachschub-Lieferungen aus England. 1794 wurde Freetown durch die französische Marine zerstört. Gute Beziehungen zu den umliegenden Stämmen wurden durch "Geschenke" von Textilien, Zucker und Luxusgegenständen aufrechterhalten, die diese als Zins für das den Briten überlassene Land ansahen. Der Sklavenhandel ging daneben weiter. Zwischen 1791 und 1795 legten 83 britische Sklavenschiffe in Sierra Leone an und verschleppten über 19.000 Sklaven in die Neue Welt. Auf Bunce Island vor der Küste bestand eine Sklaven-Faktorei.
1792 wurden ca. 1000 so genannten „Nova Scotians“ oder schwarze Loyalisten angesiedelt, 2000 blieben auf der Insel zurück. Dabei handelte es sich um Schwarze, die für das Versprechen der Freilassung im Amerikanischen Unabhängigkeitskrieg auf Seiten der Briten gekämpft hatten und anschließend in der kanadischen Provinz Neuschottland angesiedelt worden waren. Unzureichend ausgerüstet, mit schlechtem felsigen Land versehen und schlecht bezahlt. hatten viele dieser ehemaligen Kämpfer auf Seiten der Briten die harten Winter Nova Scotias nicht überlebt. 1100 Nova Scotians, rund um Thomas Peters, traten unter diesen Umständen und mit großzügigen Versprechungen gelockt, 1800 die Reise nach Sierra Leone an und gründeten dort die spätere Hauptstadt des Landes, Freetown.
Auch diese zweite Siedlergruppe war nicht in der Lage, sich unter den hier herrschenden widrigen Umständen selbst mit Lebensmitteln zu versorgen und war auf Lebensmittelimporte aus England angewiesen. 1800 rebellierten große Teile der Nova Scotians und erließen Gesetze, die de facto die Unabhängigkeit von England bedeutet hätten. Obwohl die Rebellion nicht von allen Siedlern getragen wurde, wäre ihr wohl Erfolg beschieden gewesen, wenn im selben Jahr nicht ein Schiff mit neuen Siedlern und einer Eskorte britische Soldaten eingetroffen wäre.
Der Transporter Asia legte am 30. September 1800 mit 551 Maroons an Bord bei Freetown an. Auf dem Schiff waren ferner der Aufseher George Ross sowie 45 invalide Soldaten unter dem Kommando von Leutnant Lionel Smith.
Die Maroons waren Aufständische von der Insel Jamaika, die 1796 ebenfalls nach Nova Scotia verbracht worden waren, aber gegen eine Ansiedlung dort protestiert hatten. Sie hatten eine Ansiedlung in einer wärmeren Klimazone verlangt, wobei sie wohl an die Karibik dachten. Die Maroons waren (und sind) eine Gruppe von Nachfahren entkommener Sklaven, die auf Jamaika eine eigene unabhängige Gemeinschaft gegründet hatten. Die nun deportierten jamaikanischen Maroons waren Gefangene des Zweiten Maroon-Krieges von 1795/96, in dem die Briten das Gemeinwesen der Maroons hundert Jahre nach seiner Entstehung endgültig erobert hatten.
Diese ehemaligen Rebellen schlugen den Aufstand der Nova Scotians nieder. Zwei Auftsändische wurden gehenkt, 30 nach Bullom Shore verbannt, andere zur Zwangsarbeit eingesetzt.
Bis 1807 waren insgesamt 3000 schwarze Siedler nach Freetown verschifft worden, von denen die Hälfte in diesem Jahr noch lebte. Die übrigen waren wegen den harten Lebensbedingungen und besonders an Malaria gestorben. Die Maroons weigerten sich, Chinin einzunehmen. Die Siedlungskolonie bestand unter großen inneren Problemen und der Leitung der Sierra Leone Company weiter bis zum Jahr 1808, in dem sie zur Kronkolonie erklärt wurde.

## Besiedelungsgeschichte der Kronkolonie im 19. Jahrhundert

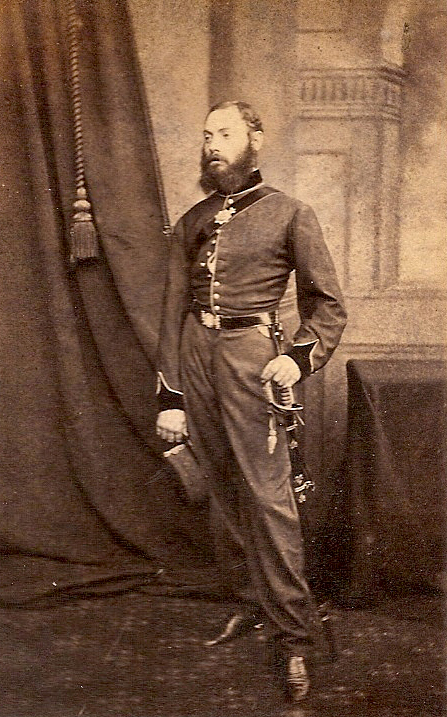
Samuel Rowe, zwischen 1875 und 1888 mehrfach Gouverneur von Sierra Leone

1808 bestand die kleine Kolonie aus 2000 Siedlern und etwa 30 bis 40 weißen Beamten und Händlern. Mit dem Verbot des Sklavenhandels durch Großbritannien 1807 und dem Beginn der regelmäßigen Kontrollfahrten britischer Kriegsschiffe vor der westafrikanischen Küste zur Unterbindung dieses Handels wuchs die Bevölkerung der Kronkolonie Sierra Leone beträchtlich. Befreite Sklaven („recaptives“) aus aufgebrachten Sklavenschiffen wurden in die Kolonie gebracht. Da diese für die meisten tausende Kilometer von ihrer Heimat entfernt war, hatten sie kaum eine Möglichkeit zurückzukehren und blieben dort. 1825 lebten daher 25.000 Menschen hier und 1850 bereits 40.000. Neben die ursprünglichen drei Siedlergruppen, „Arme Schwarze“ aus Großbritannien, „Nova Scotians“ und verbannte Maroons, traten nun Zehntausende von Schwarzen aus sämtlichen Ländern der Westküste Afrikas, von Senegal bis Angola. Diese Menschen sprachen die unterschiedlichsten Sprachen und hatten verschiedene religiöse und kulturelle Hintergründe. Charles MacCarthy, von 1814 bis 1824 Gouverneur der Kronkolonie, sah die Chance, westliche Kultur und Christentum unter diesen Entwurzelten zu verbreiten. Systematisch siedelte er die „recaptives“ in Dörfern an, in denen die Kirche und die Schule die herausragendsten Plätze erhielten. Die Dörfer erhielten zumeist typisch englische Namen wie Charlotte, Kent, Wellington oder York. Als sich Gruppen entlassener schwarzer Soldaten der britischen Armee aus Westindien hier ansiedelten, wurden ihre Dörfer nach Ereignissen britischer Militärgeschichte benannt: Waterloo und Hastings entstanden so an der Küste Westafrikas (zu den wenigen Ortsbezeichnungen, die auf die afrikanischen Heimatländer der Angesiedelten verwiesen gehörte der Ort „Congo Town“). Obwohl die Neuangekommenen häufig Kenntnisse der tropischen Landwirtschaft mitbrachten, blieben viele nicht in den Dörfern, da die Gegend um Freetown für die Landwirtschaft kaum geeignet war. Viele zogen nach Freetown und arbeiteten als Handwerker. Andere begannen bald mit großem Erfolg mit den Völkern des Hinterlandes Handel zu treiben. 1839 bereits waren zwei Ex-Sklaven so wohlhabend geworden, dass sie beschlagnahmte Sklavenschiffe aufkaufen konnten und mit diesen an der Küste Handel zu treiben begannen.

## Entwicklung des Kreolentums und der inneren Struktur der Kronkolonie bis 1898
Etliche afrikanische Bewohner der Kronkolonie gelangten über den Handel zu Wohlstand und schickten ihre Kinder auf weiterführende Schulen in Freetown oder sogar auf Universitäten in England. Die Bildungsoffensive Gouverneur MacCarthy war insofern außerordentlich erfolgreich. 1860 besuchte ein höherer Anteil der Kinder der Kronkolonie eine Schule, als die Kinder im „Mutterland“. 1827 wurde eine Ausbildungsstätte für Lehrer hier gegründet, die 1876 Universitätsstatus errang, in den 1840er Jahren folgten weiterführende Schulen für Jungen und für Mädchen. Bildung hatte einen außerordentlich hohen Stellenwert unter den recaptives und Siedlern der Kolonie. Allerdings entwickelte die ehemals Entwurzelten und die ursprünglichen Siedler bald eine eigene Kultur und Sprache, in der sich jeweils Afrika und Europa verbanden. Diese kreolische Kultur war z. B. ab der zweiten Hälfte des 19. Jahrhunderts zwar überwiegend christlich, aber mehr als die Kopie des anglikanischen oder methodistischen Christentums, das MacCarthy im Sinn hatte. Der Einfluss afrikanischer Religionen war etwa in der großen Bedeutung von Übergangsriten oder der Beibehaltung der Beschneidung sichtbar. Die kreolische Küche enthielt französische, westindische und afrikanische Elemente. Die Kreolen, in Sierra Leone nur Krios genannt, entwickelten ihre eigene Sprache, das Krio. Krio ist eine englisch basierte Kreolsprache, mit deutlichen afrikanischen Elementen, insbesondere der Yorubasprache aus dem heutigen Nigeria. Daneben finden sich Lehnworte aus dem Französischen, Spanischen und Portugiesischen. Die Kreolen Sierra Leones stellten einen hohen Anteil derjenigen Afrikaner, die erstmals einen gewissen Grad der akademischen oder kirchlichen Stufenleiter erreichten: Sie stellten mit John Thorpe 1850 den ersten schwarzen Rechtsanwalt, mit James Beale Africanus Horton 1859 den ersten westlich gebildeten Mediziner, mit Samuel Ajayi Crowther den ersten schwarzen Bischof und mit Samuel Lewis den ersten „Ritter“ des britischen Empire afrikanischer Abstammung. Die Anglikanische Kirche zog 1861 – erstmals in einer afrikanischen Kolonie – ihre europäischen Missionare aus Sierra Leone zurück und übergab die gesamte Tätigkeit an kreolische Gläubige. Die Handelsaktivitäten der Kreolen dehnten sich ab Mitte des 19. Jahrhunderts über das gesamte Westafrika aus und zunehmend wanderten „recaptives“ oder deren kreolische Nachfahren in ihre ursprünglichen Heimatländer zurück und gründeten dort eigene Gemeinschaften. Im nigerianischen Abeokuta z. B. lebten 1851 3000 Angehörige der Egba, einer Untergruppe der Yoruba, die aus Sierra Leone hierhin zurückgekehrt waren. Kreolen stellten die Mehrheit der Missionare unter den nigerianischen Yoruba und anderen Völkern Westafrikas. Nicht nur in den Kirchen Westafrikas spielten die Kreolen eine häufig führende Rolle, Ende des 19. Jahrhunderts hatten Kreolen bzw. „Sierra Leones“ wie sie an der gesamten Küste genannt wurden, führende Posten in den Verwaltungsapparaten sämtlicher britischer Kolonien Westafrikas.
In Sierra Leone selbst saßen bereits seit 1808 Vertreter der kreolischen Bevölkerung im sogenannten Gouverneursrat der Kolonie. Als in den 1850er Jahren die Kreolen eine stärkere Repräsentation forderten, wurde 1863 eine neue Verfassung eingeführt, nach der die Kreolen sowohl im Exekutiv- als auch im Legislativrat der Kronkolonie vertreten waren. 1872 ersetzte Gouverneur Pope-Hennessy den gesamten noch europäischen Verwaltungsapparat der Kolonie durch Einheimische, also Kreolen und 1893 bekam Freetown einen eigenen Bürgermeister.

## Verhältnis zwischen Kronkolonie und Hinterland / Protektorat im 19. Jahrhundert
Im Gegensatz zum großen Einfluss der Kreolen im gesamten Westafrika stand die Größe der Kolonie. Die Kronkolonie Sierra Leone umfasste nie mehr als das Gebiet der Halbinsel von Freetown, am Fuß des Mount Horton, zwischen den Siedlungen Aberdeen im Norden, Kent im Süden und Songo in Osten, einschließlich der Inseln Banana Islands und Tasso, also ein Gebiet von ca. 40 × 30 Kilometern. Eine winzige Fläche im Vergleich zum sogenannten Hinterland, das sich viele hundert Kilometer tief in den Dschungel hinein und an der Küste entlang zog und später einmal das Staatsgebiet von Sierra Leone bilden sollte. Die Briten hatten lange Zeit kein Interesse an einer Kolonialisierung dieses Hinterlandes. Das änderte sich erst mit dem Beginn des Scramble for Africa, dem Wettlauf um die noch verbliebenen, nicht europäisch beherrschten Teile Afrikas in den 1880er Jahren. Die Briten drangen nun ins Inland vor und steckten die zukünftigen Grenzen ihres Einflussbereiches in Verträgen mit Liberia (1886) und Frankreich (1895) ab. 1896 erklärten sie das gesamte Hinterland, das sich weitgehend mit dem Staatsgebiet des heutigen Sierra Leones deckt, zum Protektorat. Das Protektorat nahm eine gänzlich andere Entwicklung als die Kronkolonie. Im Protektorat regierten die Briten gemäß der Konzeption der indirect rule, d. h., sie übten ihre Macht mittels einheimischen Herrschern aus. Die Briten setzten diese „Chiefs“ allerdings nach Gutdünken ein und wieder ab, mit dem Ergebnis, dass häufig Personen an die Macht kamen, die keine traditionellen Ansprüche auf diese Ämter hatten. Gouverneur Frederic Cardew stellte zudem für das Protektorat eine Polizeitruppe zusammen, die frontier police, die sich häufig aus ehemaligen Sklaven rekrutierte, die nun die Gelegenheit sahen, sich an ihren ehemaligen Herren zu rächen. Den Bewohnern des Hinterlandes kamen die Kreolen also entweder als Vertreter der ungeliebten Kolonialmacht oder als Vertreter der christlichen Kirchen, die die Autorität der traditionellen Sitten und Strukturen bedrohten oder als Händler entgegen, von denen sie sich häufig übervorteilt fühlten.

## Mende-Temne-Krieg 1898

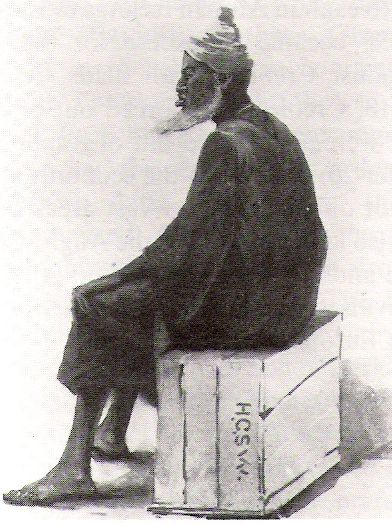
Bai Bureh, Führer des Temneaufstandes 1898

1898 führten die Briten zur Finanzierung ihrer Verwaltung eine Hüttensteuer von fünf Schilling pro Jahr und Hütte ein. Als sich Bai Bureh, der Herrscher eines kleinen Temnestaates in der nördlichen Hälfte des Protektorates der Zahlung der Steuer widersetzte, eröffnete die frontier police das Feuer auf seine Leute. Dieses Ereignis wurde zum Auslöser des Mende-Temne-Krieges. Bai Bureh organisierte im weitgehend islamisierten Norden einen äußerst effektvollen, sechsmonatigen Guerillakrieg gegen die britische Polizei und Armee, verschonte aber europäische und kreolische Zivilisten. In der überwiegend von Mende bewohnten Südhälfte des Protektorates wurde der Aufstand dagegen von dem oben erwähnten, traditionellen Porobund organisiert und richtete sich nicht nur gegen Polizei und Armee, sondern gegen alle, die mit „Freetown“ verbunden waren. Das waren insbesondere die Kreolen. Mehrere hundert, nach anderen Angaben mehr als 1000 Menschen, überwiegend Kreolen und unter ihnen viele Frauen und Kinder, wurden getötet, bis der Porobund die Kämpfer anwies, die Frauen zu schonen.
Der Aufstand endete mit der Kapitulation und Gefangennahme Bai Burehs. Obwohl sie die Hauptopfer des Krieges waren, stellten sich die meisten Kreolen und die florierende kreolische Presse Freetowns anschließend auf die Seite der Besiegten und unterstützten deren Forderungen. Gouverneur Cardew interpretierte diese Handlung der Kreolen als Illoyalität und die Haltung der Briten gegenüber den Kreolen wendete sich um 180 Grad. Hatten die Kreolen vorher eine bequeme Mittlerrolle zwischen Briten und Afrikanern des Hinterlandes eingenommen, fanden sie sich nun zwischen sämtlichen Stühlen wieder und wurden von beiden Seiten als Verräter angesehen.

## „Entmachtung“ der Kreolen und Stagnation im Protektorat: 1898 bis 1951
Der Mende-Temne-Krieg war ein willkommener Anlass, die beherrschende Stellung der Kreolen in der Kronkolonie und ihren großen Einfluss außerhalb rückgängig zu machen. Gouverneur Cardew lehnte den Vorschlag des Kreolen J.C. Parkes, Chef des Departments für Eingeborenenangelegenheiten, die „Indirekte Herrschaft“ im Protektorat unter der Aufsicht von Kreolen durchzuführen, ab. Mit Unterstützung aus London verfügte er vielmehr, dass die Verwaltung des Protektorates ausschließlich in den Händen von Engländern liegen sollte, die direkte Machtausübung aber bei den Chiefs.
Die Entwicklung im Protektorat stagnierte daraufhin für Jahrzehnte in wirtschaftlicher wie politischer Hinsicht. Bis 1931 gab es keine befestigte Straße, die von Freetown ins Landesinnere führte. Die Chiefs erhielten über ihre Verbindung zu den Briten und durch ihre Rolle als Steuereinnehmer eine neue Machtfülle. „Indirect rule“ hieß hier, dass ein Zustand konserviert wurde, den es so vor der Übernahme der Kontrolle durch die Briten nicht gegeben hatte. Schulausbildung im Protektorat war auf „Stammesleben“ ausgerichtet, nicht auf Teilnahme an moderner Verwaltung oder am Geschäftsleben. Zugang zu britisch ausgerichteten Schulen war aufgrund der Höhe der Schulgebühren weitgehend den Kindern der Chiefs vorbehalten. Ein Aufstand von Bauern des Protektorats gegen die Chiefs und die Kolonialbeamten, die sogenannte Haidara-Rebellion, blieb 1931 erfolglos. Wirtschaftlich gab es innerhalb des Protektorates eine Nord-Süd-Spaltung. Landwirtschaftliche Exportprodukte wie Palmöl, Kaffee und Kakao wurden überwiegend im Süden (dem Gebiet der Mende) produziert. Aber auch hier stammte die Produktion von Kleinerzeugern, es bildete sich keine Klasse von Großproduzenten. Erst Diamantenfunde in den 1930er Jahren im Osten des Landes und von Eisenerz im Norden führte zu verstärkten wirtschaftlichen Aktivitäten im Norden.
Gleichzeitig sorgte Cardew dafür, dass auch in der Kronkolonie der Einfluss der Kreolen zurückgedrängt wurde. Während 1892 noch 50 % der leitenden Verwaltungsangestellten Kreolen waren, war dieser Anteil bis 1917 auf 10 % gesunken. Der Sieg über die Malaria begünstigte diese Maßnahmen. Die Malaria hatte bis ins späte 19. Jahrhundert dafür gesorgt, dass die Küsten Westafrikas als „Grab des weißen Mannes“ bekannt waren. Mit der Entdeckung des Chinins änderte sich das und die europäische Bevölkerung in Sierra Leone wuchs stetig. Vor dem Hintergrund einer zunehmend rassistischen Grundhaltung in Großbritannien (und dem restlichen Europa) wurden die Europäer in den Kolonien mit erheblichen Privilegien ausgestattet. Regierungsdepartments mussten von einem Europäer geleitet werden und sie durften z. B. nicht vor Gerichten mit einer kreolischen Juri angeklagt werden. Die Einstellung, die Kreolen sollten „zurück in den Busch“ gehen war unter ihnen weit verbreitet. Afrikanische Ärzte waren ab 1902 aus dem regierungsamtlichen Gesundheitsdienst ausgeschlossen und 1911 fand sich kein Kreole mehr in einem Legislativrat irgendeiner westafrikanischen Kolonie.

## Kreolen gegen Mehrheitsbevölkerung am Vorabend der Unabhängigkeit
Die unterschiedliche Entwicklung und Behandlung der beiden Landesteile und auch kreolische Überheblichkeit führten in den Jahrzehnten vor der Unabhängigkeit zu Spannungen zwischen den Kreolen der Colony und der Bevölkerung des Protektorates. Die Verfassung Sierra Leones von 1924 sah als Repräsentanten der Bevölkerung drei gewählte Kreolen aus der Colony (wahlberechtigt waren dort die einkommensstärksten 5 % der Bevölkerung) und drei von den Briten ernannte Chiefs aus dem Protektorat, zwei davon Mende, einer Temne. 1947 änderten die Briten das System, die afrikanischen Vertreter im Gesetzgebenden Rat setzten sich nun aus vier Vertretern der Colony (also Kreolen) und neun Mitgliedern der kurz vorher gegründeten „Protektorats-Versammlung“ zusammen. Die Opposition gegen die Kreolen brachten sowohl die traditionellen Autoritäten als auch die westlich Gebildeten unter den Mende und Temne dazu, sich 1951 in der Sierra Leone People’s Party (SLPP) zusammenzuschließen. Führer dieser Partei wurde Milton Margai, Mende-Politiker und später Präsident des unabhängigen Sierra Leone. 1952 forderten Vertreter des Protektorats sogar eine getrennte Unabhängigkeit der beiden Landesteile. Milton Margai äußerte Anfang der 1950er Jahre über die Kreolen:
„Our forefathers, I regret very much to say...[gave] shelter to a handful of foreigners who have no will to co-operate with us and imagine themselves to be our superiors because they are aping the western mode of living, and have never breathed the true spirit of independence.“ (zitiert nach Webster/Boahen1984:361, „Unsere Vorväter muss ich bedauerlicherweise sagen...haben einer Handvoll Fremder Zuflucht geboten, die keine Bereitschaft haben mit uns zu kooperieren und die sich uns überlegen fühlen, weil sie die westliche Lebensweise nachäffen und nie den wahren Geist der Unabhängigkeit geatmet haben.“)

## Weg in die Unabhängigkeit
Die Verfassung von 1951 sah einen Legislativrat mit 30 teils direkt, teils indirekt gewählten Mitgliedern vor. Die SLPP Milton Margais gewann davon 5 Sitze, der National Council of Sierra Leone (NC) ebenfalls. Die übrigen 20 Sitze waren entweder den Europäern vorbehalten oder gingen an die traditionellen Chiefs des Protektorats. Im Gegenzug für die Garantie des Erhalts ihrer lokalen Privilegien erhielt Milton Margai die Unterstützung der Chiefs und wurde Premierminister.
Mitte der 1950er Jahre erlebte das Land vor dem Hintergrund rascher sozialer Umwälzungen schwere Unruhen. Im Februar 1955 wurde der Generalstreik in Freetown ausgerufen und es kam am 11. und 12. Februar zu einem zweitägigen Aufstand mit Plünderungen und Gewalttätigkeiten. In der Hauptstadt gab es, laut der Kolonialbehörde, 18 Tote (davon ein Polizist und 17 Zivilisten), als Polizei, Armee und Hilfspolizisten (special constables) in die Menge schossen. 121 Verletzte sind offiziell dokumentiert.

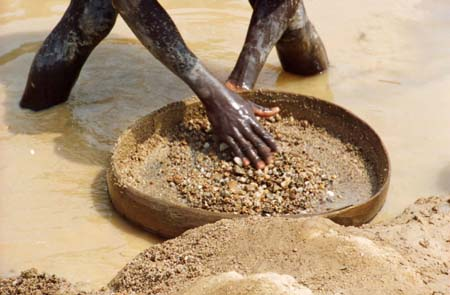
Diamantenwäsche per Hand

Im November desselben Jahres kam es zu einem Aufstand der Bevölkerung des Nordens gegen die Steuerbelastung (insbesondere durch die Kopfsteuer) sowie gegen Korruption und Ausbeutung durch die Chiefs. Die Niederschlagung des Aufstandes forderte 23 Menschenleben unter den Demonstranten und drei tote Polizisten. Unter dem Druck der britischen Verwaltung ging Margai gegen einige Missstände vor, z. B. durften Chiefs von da ab die Bevölkerung ihres jeweiligen Gebietes nicht mehr zu unbezahlter Arbeit auf ihren Feldern heranziehen. Grundsätzlich tastete er die Stellung der Chiefs jedoch nicht an. Der Norden erlebte derweil Mitte der 1950er Jahre einen Diamantenrausch, an dem nach Schätzungen 20 % der männlichen Bevölkerung des Nordens beteiligt waren. 1956 protestierten die 57 000 Diamantenschürfer erfolgreich gegen Konzessionsvergaben der Regierung an den Sierra Leone Selection Trust.
1956 wurde im Einvernehmen von Kolonialverwaltung und Regierung das allgemeine Wahlrecht in Sierra Leone eingeführt. 1958 schieden die letzten Briten aus der Regierung des Landes. Von der konservativen, von den Chiefs gestützten SLPP unter Milton Margai spaltete sich mit der People’s National Party eine Oppositionspartei unter der Führung von Albert Margai und Siaka Stevens ab. Anfang 1960 bemühte sich Milton Margai um eine Einbindung der Opposition in seine Regierung. Erfolgreich glich er die alten Gegensätze zwischen Colony und Protektorat aus, gleichzeitig gewann allerdings die Zugehörigkeit zum Norden oder Süden, also zu Temne oder Mende an Bedeutung. Siaka Stevens widersetzte sich den Umarmungsversuchen Magrais, gründete mit dem All People’s Congress (APC) eine neue, sozialistisch orientierte Partei und forderte Neuwahlen noch vor der bereits geplanten Unabhängigkeit. Es kam zu gewaltsamen Auseinandersetzungen zwischen Mitgliedern der Regierungspartei und Siakas APP, die wenige Tage vor der Unabhängigkeit zur Ausrufung des Ausnahmezustandes führten.

## Unabhängige Republik Sierra Leone: 1960 bis heute

### Bedrohte Demokratie und ethnische Gegensätze: 1961–1967
Am 27. April 1961 wurde die Unabhängigkeit des Landes erklärt. Bei Neuwahlen 1962 errang Milton Margais SLPP 28 von 62 Sitzen und die Opposition 20, die übrigen 14 Sitze gingen an angeblich unabhängige Kandidaten, die sich aber direkt nach der Wahl der SLPP anschlossen. Obwohl Margai seinen Einfluss auf die traditionellen Chiefs zu nutzen wusste, um die Verwurzelung der Opposition auf dem Land weitgehend zu verhindern, funktionierte Sierra Leones junge Demokratie. Die SLPP hatte immerhin Zweigstellen in nahezu allen Distrikten des Landes und Mitglieder unter allen Ethnien des Landes (mit Ausnahme der Kono, deren regionale Oppositionspartei durch die Verbannung ihrer Führer 1963 ausgebootet wurde) und mit Siaka Stevens APC eine aktive Opposition auf der Gegenseite.
1964 starb Milton Margai und sein Halbbruder Albert Margai übernahm das Amt des Premiers. Albert Margais nutzte erheblich ungenierter seine Möglichkeiten über die Chiefs oder Einflussnahme auf lokale Gerichte und auf die Medien gegen die Opposition vorzugehen. Korruption und Amtsmissbrauch nahmen erheblich zu. Vor allem aber nutzte er ethnische Gegensätze innerhalb des Landes als Mittel seine Macht auszuweiten. Bereits seine Ernennung zum Premier war unter Umgehung der Temne innerhalb der Partei erfolgt. Von Beginn seiner Amtszeit an stützte er sich überwiegend auf Kreolen und Mende (die etwa ein Drittel der Bevölkerung ausmachten), ab 1967 verwandelte sich die Regierungspartei in eine reine Mende-Organisation. Regierungsämter, hohe Positionen in der Verwaltung und Offizierstellen gingen überwiegend an Mende. Albert Margai bekundete deutliche Sympathien für das Konzept des Ein-Parteien-Staates, wie es etwa Kwame Nkrumah in Ghana durchgesetzt hatte.
Die Wahlen von 1967 brachten die Quittung und offenbarten die so entstandene tiefe ethnische Spaltung des Landes. Obwohl die Regierung unter dem Vorwand eines angeblichen Putschversuches Vertreter der Opposition anklagte, den letzten führenden Temne-Offizier verhaften ließ und die Wahlkommissionen nach Kräften mit eigenen Leuten besetzte, verdoppelte die oppositionelle APC ihre Stimmen. Sämtliche Sitze des Nordens (also des Temnegebietes) und der ehemaligen Kronkolonie (also des Gebietes der Kreolen) gingen an die oppositionelle APC von Siaka Stevens, die Stimmen des Südens (also der Mende) gingen an die SLPP Margais. Die APC hielt damit 32 Sitze, die SLPP 28. Zünglein an der Waage waren wiederum wie 1962 sechs „Unabhängige“, die die regierende SLPP wider besseres Wissen für sich beanspruchte, die sich aber diesmal für die Opposition unter Siaka Stevens aussprachen. Der Generalgouverneur beauftragte daraufhin Siaka Stevens mit der Regierungsbildung.

### Militärregime 1967–1968
Wohl mit Unterstützung der SLPP putschte daraufhin die Armee unter Führung des Kommandeurs der Streitkräfte, David Lansana, eines Mende. Begründet wurde der Putsch damit, der Generalgouverneur hätte den Auftrag zur Regierungsbildung erteilt, bevor alle Wahlergebnisse vorgelegen hätten. Sollte Albert Margai damit gerechnet haben, dass er nun wieder in sein Amt als Premier eingesetzt würde, sah er sich getäuscht. Wenige Tage nach dem Putsch verbannte ihn das Militär ins Ausland. Unter Oberst Juxon-Smith wurde ein (ausschließlich in den Händen der Mende liegender) „Nationaler Reformrat“ gebildet, der ein Verbot aller Parteien erließ. Die Militärregierung zeigte sich nicht gewillt, die Macht an eine zivile Regierung abzugeben, obwohl eine Kommission den Wahlsieg von Stevens APC bestätigte.
April 1968 kam es daraufhin zu einem weiteren Putsch durch Offiziere aus der zweiten Reihe. Die neuen Machthaber lösten den „Nationalen Reformrat“ auf und übergaben die Regierung an Siaka Stevens, der vom Gouverneur erneut als Premier bestellt worden war.

### Herrschaft von Siaka Stevens: 1968–1985
Die Regierungsübernahme von Siaka Stevens bedeutete keine Rückkehr zur Demokratie. Zwar ließ er März 1969 Wahlen durchführen, aus denen seine APC als deutliche Siegerin hervorging. Doch seine Herrschaft war durch Korruption und gewalttätiges Vorgehen gegen seine Kritiker und politischen Gegner bestimmt. Die staatliche Kontrolle der Diamantenminen begünstigte die Bereicherung von Regierungsmitgliedern durch Diamantenschmuggel. Die Politik richtete sich noch weiter an ethnischen Zugehörigkeiten aus. Die Führung von Stevens ACP bestand überwiegend aus Mitgliedern von Stevens Volk der Limba und aus Kreolen. Die neugegründete Oppositionspartei United Democratic Party (UDP) war überwiegend von Temne getragene. Als die UDP die Bereicherung der herrschenden Clique anprangerte und es zu Gewalttätigkeiten von Anhängern der beiden konkurrierenden Parteien kam, ließ Stevens 1970 den Ausnahmezustand ausrufen und UDP-Führer wegen versuchten Staatsstreichs verhaften. 1971 wurden zwei Attentate auf Stevens unternommen und Stevens musste Truppen aus dem benachbarten Guinea zur Abwehr eines Putsches von Temne-Offizieren ins Land rufen. Diese Truppen blieben zwei Jahre in Sierra Leone. Im selben Jahr ließ Stevens die Republik ausrufen und sich selbst zum Präsidenten erklären. 1974 kam es erneut zu einem Putschversuch, nach dessen Niederschlagung sowohl Offiziere als auch Oppositionspolitiker hingerichtet wurden, unter ihnen der oben erwähnte David Lansana.
In der zweiten Hälfte der 1970er Jahre bildete Stevens seine APC zur Einheitspartei um und integrierte recht erfolgreich bisher oppositionelle Politiker. Der Staatsapparat war ein kaum verdecktes Instrument zur Ausplünderung des Landes. Sierra Leones Wirtschaft wuchs, dieses Wachstum war aber auf den Minensektor beschränkt und die Gewinne flossen in die Hände weniger, 1980 musste der ehemalige Reisexporteur Sierra Leone bereits 68 000 Tonnen Reis importieren. Widerstand kam nun nur noch in Form demonstrierender Studenten. 1984 nahmen Studentendemonstrationen noch einmal ernsthafte Ausmaße an, als sich ihnen auch Arbeitslose und andere Verlierer des Systems anschlossen.
1985 erklärte Siaka Stevens überraschend seinen Rücktritt als Präsident des Landes.

### Präsidentschaft Momohs und der Weg in den Bürgerkrieg: 1985–1992
Nachfolger Stevens wurde der Generalmajor Joseph Saidu Momoh. Der Expräsident behielt aber weiterhin genug Fäden in der Hand, um vor Untersuchungen seiner privaten Bereicherung während seiner Regierungszeit sicher zu sein. 1986 ließ Momoh sich per Wahl als Präsident bestätigen und begann eine von Stevens unabhängigere Politik. Die wirtschaftliche Situation des Landes wurde zunehmend bedrohlicher. Ende der 1980er Jahre waren Nahrungsmittel knapp, während privilegierte Gruppen wie Beamte und Offiziere subventionierte Reiszuteilungen erhielten. Ab März 1991 brachten bewaffnete Rebellen Teile des Landes unter ihre Kontrolle und entfalteten dort ein Terrorregime (s. u.).
1991 brachte aber auch eine neue Verfassung und die Rückkehr zum Mehrparteiensystem. Im Vorfeld von für 1992 geplanten Wahlen kam es zu Unruhen und Gewalt.

### Bürgerkrieg in den 1990ern
Hauptartikel: Bürgerkrieg in Sierra Leone
Aus Unzufriedenheit mit der politischen Situation wie auch aus eigenem Machthunger begann 1991 die Revolutionary United Front (RUF) unter Foday Sankoh einen bewaffneten Kampf gegen die Regierung. Sie wurde dabei von Charles Taylor, Kriegsherr im Liberianischen Bürgerkrieg, unterstützt, der sich über die RUF der Diamantenminen Sierra Leones bemächtigte und am Handel mit Blutdiamanten verdiente. Regierungsarmee wie RUF begingen Menschenrechtsverletzungen. Während des Bürgerkrieges kam es mehrfach zu Regierungswechseln: 1992 wurde Momoh von Offizieren unter Valentine Strasser abgesetzt, der die Söldnerfirma Executive Outcomes gegen die RUF einsetzte, die zu dieser Zeit etwa die Hälfte des Landes beherrschte. Strasser wurde 1995 von Julius Maada Bio gestürzt. Bio ließ 1996 freie Wahlen durchführen, in denen Ahmad Tejan Kabbah zum Präsidenten gewählt wurde. Er wurde aber von der RUF und aufständischen Offizieren zeitweise aus dem Land gedrängt. Erst mit dem Eingreifen der UN-Mission UNAMSIL konnte der Krieg beendet werden, sein offizielles Ende wurde 2002 verkündet. Etwa 50.000 bis 200.000 Sierra-Leoner waren im Bürgerkrieg umgekommen.

### Sierra Leone nach dem Bürgerkrieg
In den Wahlen 2002 wurde Kabbah in seinem Amt bestätigt, während die nun zur Partei umgewandelte RUF nicht einen Parlamentssitz erlangte. Sierra Leone ist gegenwärtig daran, die Bürgerkriegsfolgen aufzuarbeiten und seine wirtschaftliche und soziale Entwicklung voranzutreiben. Der Sondergerichtshof für Sierra Leone soll die Hauptverantwortlichen für die begangenen Kriegsverbrechen zur Verantwortung ziehen.

Die Wahlen im September 2007 gewann Ernest Bai Koroma, Kandidat der Partei All People’s Congress. Fünf Jahre später wurde Koroma mit knapp 59 Prozent der Stimmen im Amt bestätigt. Mit der Wahl 2018 fand ein Wechsel statt. Julius Maada Bio von der Sierra Leone People’s Party übernahm mit 51,81 Prozent in der Stichwahl die Macht. Insgesamt hat Sierra Leone seit Ende des Bürgerkrieges einen beispiellosen wirtschaftlichen Aufschwung erlebt. Zwischenzeitlich war das Wirtschaftswachstum (2012) mit mehr als 20 Prozent das höchste weltweit.